# Gran Premi d'Àustria del 1975

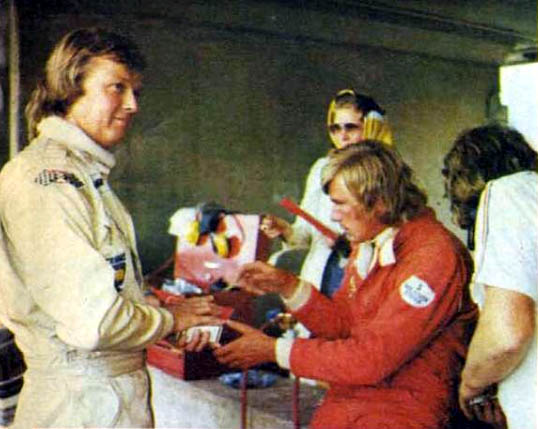
Ronnie Peterson (esquerra) I James Hunt al Gran Premi.

Resultats del Gran Premi d'Àustria de Fórmula 1 de la temporada 1975, disputat al circuit de Österreichring el 17 d'agost del 1975.

## Resultats
| Pos | No | Pilot              | Equip             | Voltes | Temps/ Retirada | Pos. de sortida | Punts |
| --- | -- | ------------------ | ----------------- | ------ | --------------- | --------------- | ----- |
| 1   | 9  | Vittorio Brambilla | March - Ford      | 29     | 0h 57' 56. 69   | 8               | 4.5   |
| 2   | 24 | James Hunt         | Hesketh - Ford    | 29     | + 27.03 s       | 2               | 3     |
| 3   | 16 | Tom Pryce          | Shadow - Ford     | 29     | + 34.85 s       | 15              | 2     |
| 4   | 2  | Jochen Mass        | McLaren - Ford    | 29     | + 1' 12.66 min. | 9               | 1.5   |
| 5   | 5  | Ronnie Peterson    | Lotus - Ford      | 29     | + 1' 23.33 min. | 13              | 1     |
| 6   | 12 | Niki Lauda         | Ferrari           | 29     | + 1' 30.28 min, | 1               | 0.5   |
| 7   | 11 | Clay Regazzoni     | Ferrari           | 29     | + 1' 39.07 min. | 5               |       |
| 8   | 3  | Jody Scheckter     | Tyrrell - Ford    | 28     | + 1 Volta       | 10              |       |
| 9   | 1  | Emerson Fittipaldi | McLaren - Ford    | 28     | + 1 Volta       | 3               |       |
| 10  | 18 | John Watson        | Surtees - Ford    | 28     | + 1 Volta       | 18              |       |
| 11  | 4  | Patrick Depailler  | Tyrrell - Ford    | 28     | + 1 Volta       | 7               |       |
| 12  | 31 | Chris Amon         | Ensign - Ford     | 28     | + 1 Volta       | 23              |       |
| 13  | 25 | Brett Lunger       | Hesketh - Ford    | 28     | + 1 Volta       | 17              |       |
| 14  | 7  | Carlos Reutemann   | Brabham - Ford    | 28     | + 1 Volta       | 11              |       |
| 15  | 23 | Tony Brise         | Hill - Ford       | 28     | + 1 Volta       | 16              |       |
| 16  | 22 | Rolf Stommelen     | Hill - Ford       | 27     | + 2 Voltes      | 25              |       |
| 17  | 29 | Lella Lombardi     | March - Ford      | 26     | + 3 Voltes      | 21              |       |
| NC  | 33 | Roelof Wunderink   | Ensign - Ford     | 25     | No classificat  | 27              |       |
| Ret | 32 | Harald Ertl        | Hesketh - Ford    | 23     | Part elèctrica  | 26              |       |
| Ret | 21 | Jacques Laffite    | Williams - Ford   | 21     | Direcció        | 12              |       |
| Ret | 8  | Carlos Pace        | Brabham - Ford    | 17     | Motor           | 6               |       |
| Ret | 20 | Jo Vonlanthen      | Williams - Ford   | 14     | Motor           | 28              |       |
| Ret | 10 | Hans Joachim Stuck | March - Ford      | 10     | Accident        | 4               |       |
| Ret | 17 | Jean Pierre Jarier | Shadow - Matra    | 10     | Injecció        | 14              |       |
| Ret | 14 | Bob Evans          | BRM               | 2      | Motor           | 24              |       |
| Ret | 27 | Mario Andretti     | Parnelli - Ford   | 1      | Accident        | 19              |       |
| NC  | 28 | Mark Donohue       | March - Ford      | 0      | Accident Mortal | 20              |       |
| NC  | 6  | Brian Henton       | Lotus - Ford      | 0      | Accident        | 22              |       |
| NVQ | 35 | Tony Trimmer       | Maki - Ford       |        |                 |                 |       |
| NVQ | 30 | Wilson Fittipaldi  | Fittipaldi - Ford |        |                 |                 |       |

## Altres
- Pole: Niki Lauda 1' 34. 85

- Volta ràpida: Vittorio Brambilla 1' 53. 9

- Els pilots només van sumar la meitat dels punts perquè no es va arribar a disputar la meitat de la cursa prevista.